# Bipolo
Bipolo is een bestuurslaag in het regentschap Kupang van de provincie Oost-Nusa Tenggara, Indonesië. Bipolo telt 1625 inwoners (volkstelling 2010).